# Меррилл, Робби
Ро́бби Ме́ррилл (англ. Robbie Merrill; род. 13 июня 1963 года, Лоренс, Массачусетс, США) — бас-гитарист американской хэви-метал-группы Godsmack. Он также является одним из основателей супергруппы Another Animal, сформированной в начале 2007 года.

## Биография

### Ранние годы
Впервые Робби взял в руки гитару в возрасте десяти лет. Через четыре года он переключился на бас-гитару. Поначалу Робби исполнял регги, кантри и блюз. Отец Робби Меррилла, Пол (англ. Paul), также был гитаристом.

### Начало музыкальной карьеры
С Салли Эрной Робби познакомился через сестру Салли, и вскоре они стали друзьями. В феврале 1995 года Салли решил создать собственную группу. Первоначально она называлась The Scam и состояла из вокалиста Салли Эрны, гитариста Ли Ричадса (англ. Lee Richards), бас-гитариста Робби Меррилла и барабанщика Томми Стюарта (англ. Tommy Stewart). После первых демозаписей группа была переименована в Godsmack.

### Личная жизнь
В настоящее время Робби Меррилл проживает в Оборне (англ. Auburn), штат Нью-Хэмпшир, вместе со своей женой Хизер (англ. Heather). Их дочь, Нианни Чэй (англ. Nianni Chay), родилась 18 января 2007 года.

## Интересные факты
- До прихода в Godsmack Робби работал плотником, как и гитарист группы, Тони Ромбола.[1][6]
- Робби - правша, но играет на гитаре для левшей, так как с рождения не может двигать средним пальцем на левой руке.